# Щавица
Щавица (на македонска литературна норма: Штавица) е село в южната част на Северна Македония, община Прилеп.

## География
Селото е разположено в Дрен планина, южно от общинския център Прилеп.

## История
В XIX век Щавица е изцяло българско село в Прилепска кааза на Османската империя. Църквата „Рождество Богородично“ е от XIX век. В „Етнография на вилаетите Адрианопол, Монастир и Салоника“, издадена в Константинопол в 1878 година и отразяваща статистиката на населението от 1873 година, Щавица (Schtavitza) е посочено като село с 32 домакинства и 162 жители българи.
Според статистиката на Васил Кънчов („Македония. Етнография и статистика“) от 1900 година Щавица има 322 жители, всички българи християни.
На Етнографската карта на Битолския вилает на Картографския институт в София от 1901 година Щавица е чисто българско село в Прилепската каза на Битолския санджак с 45 къщи.
В началото на XX век българското население на селото е под върховенството на Българската екзархия. По данни на секретаря на екзархията Димитър Мишев („La Macédoine et sa Population Chrétienne“) през 1905 година в Щавица има 360 българи екзархисти.
Според преброяването от 2002 година селото има 84 жители, всички северномакедонци.

## Личности
Родени в Щавица
- Ангеле Стойко, българин, православен, арестуван преди април 1904 година, обвинен в „даване на убежище на българския бунтовнически комитет и помогнал за убийството на бекчиите Ферхад и Иляс“, осъден от Извънредния съд на 3 години каторга, лежал в Битолския затвор, амнистиран с общата амнистия от 12 април 1904 година[7]
- Божин Стефан, българин, православен, арестуван преди април 1904 година, обвинен в „присъединяване към българския бунтовнически комитет и помагане в убийството на Ферхад, бекчията в Щавица“, осъден от Извънредния съд на 3 години каторга, лежал в Битолския затвор, амнистиран с общата амнистия от 12 април 1904 година[8]
- Никола Васил, българин, православен, арестуван преди април 1904 година, обвинен в „присъединяване към българския бунтовнически комитет и помагане в убийството на Ферхад, бекчията в Щавица“, осъден от Извънредния съд на 3 години каторга, лежал в Битолския затвор, амнистиран с общата амнистия от 12 април 1904 година[8]
- Петре Илия, българин, православен, арестуван преди април 1904 година, обвинен в „присъединяване към българския бунтовнически комитет и помагане в убийството на Ферхад, бекчията в Щавица“,[9] осъден от Извънредния съд на 3 години каторга, лежал в Битолския затвор, амнистиран с общата амнистия от 12 април 1904 година[8]
- Ристе Недан, българин, православен, арестуван преди април 1904 година, обвинен в „присъединяване към българския бунтовнически комитет и помагане в убийството на Ферхад, бекчията в Щавица“, осъден от Извънредния съд на 3 години каторга, лежал в Битолския затвор, амнистиран с общата амнистия от 12 април 1904 година[9]
- Тале Н. Трайков, български общественик, кметски наместник в период от 1941-1944 година[10]
- Траян Ристе, българин, православен, арестуван преди април 1904 година, обвинен в „присъединяване към българския бунтовнически комитет и помагане в убийството на Ферхад, бекчията в Щавица“, осъден от Извънредния съд на 3 години каторга, лежал в Битолския затвор, амнистиран с общата амнистия от 12 април 1904 година[8]